# 15. век
15. век је почео 1. јануара 1401. и завршио се 31. децембра 1500.

## Догађаји

### 1400е
- 1402.: Битка код Ангоре.
- 1402.: Почео грађански рат Османском царству.
- 1404.: Стефан Лазаревић постаје угарски вазал.
- 1405.: Умро Тамерлан.

### 1410е
- 1411.: XXIV Опсада Цариграда.
- 1413.: Завршен грађански рат у Османском царству, победом Мехмеда I.
- 1415.: Битка код Добоја.

### 1420е
- 1422.: XXV Опсада Цариграда.

### 1430е
- 1430.: Завршена изградња Смедерева.
- 1431.: Почео Базелски сабор.
- 1439.: I Опсада Смедерева, и I пад деспотовине.

### 1440е
- 1440.: I Опсада Београда.
- 1441.: I Опсада Новог Брда.
- 1443.: Почео Варнински крсташки рат.
- 1443.: Битка код Ниша.
- 1444.: Обнова Српске деспотовине.
- 1444.: Битка код Варне.
- 1444.: Завршио Варнински крсташки рат.
- 1448.: II Битка на Косову.
- 1449.: Завршен Базелски сабор.

### 1450е
- Јохан Гутенберг проналази технику штампања књига.
- 1452.: Рођен је Леонардо да Винчи.
- 1453.: XXVI Опсада Цариграда, и пад Византије под турску власт.
- 1453.: II Опсада Смедерева.
- 1455.: II Опсада Новог Брда.
- 1456.: III Опсада Смедерева.
- 1456.: II Опсада Београда.
- 1459.: IV Опсада Смедерева и пад Српске деспотовине под турску власт.

### 1460е
- 1463.: Пад Босне под турску власт.

### 1470е
- 1475.: Рођен је Микеланђело Буонароти.

### 1480е
- 1482.: Пад Херцеговине под турску власт.

### 1490е
- 1492.: Кристифор Колумбо открива Америку.
- 1494.: На Цетињу се штампа Октоих.
- 1496.: Пад Зете под турску власт.
- 1497.: Васко да Гама открио морски пут за Индију.